# Rhizomyinae
Phân họ Dúi hay còn gọi đơn giản là chuột dúi (Danh pháp khoa học: Rhizomyinae) là một phân họ gặm nhấm trong họ Dúi Spalacidae thuộc bộ gặm nhấm (Rodentia) thuộc lớp thú, Phân họ này bao gồm các loài trong Tông Dúi ở châu Á và chuột chũi châu Phi. Phân họ này có 17 loài được phân thành 03 chi và 02 tông. Trong phân họ Dúi này, có các loài thuộc tông Dúi ở châu Á mà còn được gọi là Dúi hay chuột nứa hay con nui, con rúi là những loài có giá trị kinh tế cao, được nhiều nơi nhân nuôi lấy thịt thương phẩm.

## Phân loại
Phân họ Rhizomyinae
- Tông Rhizomyini (Tông Dúi): Tông này có 2 chi[2] và gồm các loài[3][4]:
  - Chi Rhizomys:
    - Dúi mốc nhỏ (Rhizomys sinensis): được tìm thấy ở miền trung và miền nam Trung Quốc, phía bắc Myanmar, Việt Nam;
    - Dúi mốc lớn (Rhizomys pruinosus): tìm thấy từ Assam Ấn Độ miền nam Trung Quốc, Myanmar, Thái Lan, Lào, Campuchia, Việt Nam và tới Perak trên bán đảo Mã Lai;
    - Dúi má vàng hay dúi má đào (Rhizomys sumatrensis): được tìm thấy ở Vân Nam, Đông Dương, bán đảo Mã Lai và Sumatra. Chúng là loài dúi lớn nhất, dài từ 40–50 cm, nặng từ 3–4 kg, ngang một con chó nhỏ hoặc một con mèo to.

  - Chi Cannomys
    - Dúi nâu (Cannomys badius): được tìm thấy tại Nepal, Assam, phía bắc Bangladesh, Myanmar, Thái Lan, Lào, Campuchia và phía bắc Việt Nam.
- Tông Tachyoryctini: Gồm 01 chi duy nhất.
  - Chi Tachyoryctes (Chuột dúi châu Phi): Chi này được Rüppell miêu tả năm 1835. Chi ngày gồm các loài:
    - Tachyoryctes ankoliae
    - Tachyoryctes annectens
    - Tachyoryctes audax
    - Tachyoryctes daemon
    - Tachyoryctes ibeanus
    - Tachyoryctes macrocephalus
    - Tachyoryctes naivashae
    - Tachyoryctes rex
    - Tachyoryctes ruandae
    - Tachyoryctes ruddi
    - Tachyoryctes spalacinus
    - Tachyoryctes splendens
    - Tachyoryctes storeyi

## Giá trị
Dúi (chuột nứa) được xếp vào loại thức ăn đặc sản, thịt ngon, mát, giàu đạm. Con dúi dễ nuôi, chủ yếu ăn đêm ngủ ngày nên không tốn nhiều thời gian chăm sóc, thức ăn dễ tìm như cây, cỏ và rau, củ các loại. Dúi là loài động vật gặm nhấm nên thức ăn chủ yếu là ngô, mía, lá tre, thân cỏ. Trong tự nhiên, dúi ăn chủ yếu rễ tre và măng tre. Ngoài ra, dúi còn ăn các loại hạt, củ, quả, thân cây mía.
Không nên cho dúi ăn tinh bột, vì ăn tinh bột mỡ nhiều sẽ làm cho thịt dúi mất hết vị, thịt không còn ngon và dúi sẽ mập ảnh hưởng tới khả năng sinh sản. Khi nuôi thức ăn gồm cây họ nhà tre (măng bát độ, tre, trúc, bương) không ăn lá, cây họ nhà mía (cỏ voi, các loại mía) nó chỉ ăn phần thân cứng không ăn lá (đây là hai loại thức ăn hàng ngày bắt buộc phải có khi nuôi Dúi) và nó ăn một số loại thức ăn khác như củ khoai lang, củ sắn, ngô.
Điều đặc biệt nhất của dúi là phân y như mùn cưa nên không có mùi hôi tanh. Đặc tính của con dúi là sống trong bóng tối, không để ánh mặt trời lọt vào. Dúi nuôi càng lâu thì thịt sẽ săn chắc và thơm ngon. Dúi có trọng lượng từ 3-5g là có thể bắt đầu nuôi giống, nuôi trong vòng 6 tháng là có thể xuất bán thương phẩm với trọng lượng từ 1-1,5 kg. Dúi thương phẩm nuôi khoảng 6-8 tháng có thể xuất chuồng, trọng lượng 2–3 kg/con.
Loài dúi sinh sản nhanh, chỉ 3-4 tháng, dúi sinh 1 lần. Mỗi dúi mẹ đẻ từ 4 đến năm con. Dúi con được 45 ngày thì tách mẹ, 75 ngày có thể bán giống. Khi dúi sinh đẻ thì không được để người lạ đến gần vì dúi có một đặc tính sau khi đẻ, trong vòng một tuần trở lại mà có người ra vào, gặp hơi lạ là dúi mẹ quay ra cắn con cho đến chết. Cần phải kiểm soát việc sinh sản, không nên cho Dúi sinh sản quá nhiều (cho dúi đẻ 3 lứa/năm là vừa). Nên khống chế trọng lượng Dúi mẹ ở mức dưới 2 kg.